# Soneto inglés
El soneto inglés o soneto isabelino es una variante del soneto desarrollada en Inglaterra (su invención se debe a Henry Howard, conde de Surrey). Se denomina también soneto shakesperiano, por haber sido William Shakespeare su más emblemático cultivador. Su estructura es la siguiente: ABAB, CDCD, EFEF, GG (es decir, tres serventesios y un dístico o pareado final).
En lengua castellana, fue practicado, entre otros, por Jorge Luis Borges.